# Ronde van Italië 2021
De 104e editie van de Ronde van Italië werd gereden van 8 tot en met 30 mei 2021. De koers startte in Turijn en eindigde met een tijdrit in Milaan.

## Etappeoverzicht
| Datum  | Etappe  | Start – Finish                                     | Afstand (in km) | Type                | Winnaar            | Ploeg                              | Klassementsleider    |
| ------ | ------- | -------------------------------------------------- | --------------- | ------------------- | ------------------ | ---------------------------------- | -------------------- |
| 8 mei  | 1       | Turijn – Turijn                                    | 8,6             | Individuele tijdrit | Filippo Ganna      | INEOS Grenadiers                   | Filippo Ganna        |
| 9 mei  | 2       | Stupinigi – Novara                                 | 179,0           | Vlakke rit          | Tim Merlier        | Alpecin-Fenix                      | Filippo Ganna        |
| 10 mei | 3       | Biella – Canale                                    | 190,0           | Heuvelrit           | Taco van der Hoorn | Intermarché-Wanty-Gobert Matériaux | Filippo Ganna        |
| 11 mei | 4       | Piacenza – Sestola                                 | 186,0           | Heuvelrit           | Joe Dombrowski     | UAE Team Emirates                  | Alessandro De Marchi |
| 12 mei | 5       | Modena – Cattolica                                 | 175,0           | Vlakke rit          | Caleb Ewan         | Lotto Soudal                       | Alessandro De Marchi |
| 13 mei | 6       | Grotten van Frasassi – Ascoli Piceno (San Giacomo) | 160,0           | Bergrit             | Gino Mäder         | Bahrain-Victorious                 | Attila Valter        |
| 14 mei | 7       | Notaresco – Termoli                                | 181,0           | Vlakke rit          | Caleb Ewan         | Lotto Soudal                       | Attila Valter        |
| 15 mei | 8       | Foggia – Guardia Sanframondi                       | 170,0           | Heuvelrit           | Victor Lafay       | Cofidis                            | Attila Valter        |
| 16 mei | 9       | Castel di Sangro – Campo Felice                    | 162,0           | Bergrit             | Egan Bernal        | INEOS Grenadiers                   | Egan Bernal          |
| 17 mei | 10      | L'Aquila – Foligno                                 | 139,0           | Vlakke rit          | Peter Sagan        | BORA-hansgrohe                     | Egan Bernal          |
| 18 mei | Rustdag | Rustdag                                            | Rustdag         | Rustdag             | Rustdag            | Rustdag                            | Rustdag              |
| 19 mei | 11      | Perugia – Montalcino                               | 162,0           | Heuvelrit           | Mauro Schmid       | Team Qhubeka-ASSOS                 | Egan Bernal          |
| 20 mei | 12      | Siena – Bagno di Romagna                           | 209,0           | Heuvelrit           | Andrea Vendrame    | AG2R-Citroën                       | Egan Bernal          |
| 21 mei | 13      | Ravenna – Verona                                   | 198,0           | Vlakke rit          | Giacomo Nizzolo    | Team Qhubeka-ASSOS                 | Egan Bernal          |
| 22 mei | 14      | Cittadella – Monte Zoncolan                        | 206,0           | Bergrit             | Lorenzo Fortunato  | EOLO-Kometa                        | Egan Bernal          |
| 23 mei | 15      | Grado – Gorizia                                    | 146,0           | Heuvelrit           | Victor Campenaerts | Team Qhubeka-ASSOS                 | Egan Bernal          |
| 24 mei | 16      | Sacile – Cortina d'Ampezzo                         | 212,0 153,0     | Bergrit             | Egan Bernal        | INEOS Grenadiers                   | Egan Bernal          |
| 25 mei | Rustdag | Rustdag                                            | Rustdag         | Rustdag             | Rustdag            | Rustdag                            | Rustdag              |
| 26 mei | 17      | Canazei – Sega di Ala                              | 193,0           | Bergrit             | Daniel Martin      | Israel Start-Up Nation             | Egan Bernal          |
| 27 mei | 18      | Rovereto – Stradella                               | 231,0           | Heuvelrit           | Alberto Bettiol    | EF Education-Nippo                 | Egan Bernal          |
| 28 mei | 19      | Abbiategrasso – Alpe di Mera                       | 176,0 166,0     | Bergrit             | Simon Yates        | Team BikeExchange                  | Egan Bernal          |
| 29 mei | 20      | Verbania – Valle Spluga/Alpe Motta                 | 165,0           | Bergrit             | Damiano Caruso     | Bahrain-Victorious                 | Egan Bernal          |
| 30 mei | 21      | Senago – Milaan                                    | 30,3            | Individuele tijdrit | Filippo Ganna      | INEOS Grenadiers                   | Egan Bernal          |
| Datum  | Etappe  | Start – Finish                                     | Afstand (in km) | Type                | Winnaar            | Ploeg                              | Klassementsleider    |

## Klassementenverloop
| Etappe      | Winnaar            | Algemeen klassement  | Puntenklassement | Bergklassement    | Jongerenklassement | Ploegenklassement  |
| 1           | Filippo Ganna      | Filippo Ganna        | Filippo Ganna1   | niet uitgereikt   | Filippo Ganna2     | Team Jumbo-Visma   |
| 2           | Tim Merlier        | Filippo Ganna        | Tim Merlier      | Vincenzo Albanese | Filippo Ganna2     | Team Jumbo-Visma   |
| 3           | Taco van der Hoorn | Filippo Ganna        | Tim Merlier      | Vincenzo Albanese | Filippo Ganna2     | Team Jumbo-Visma   |
| 4           | Joe Dombrowski     | Alessandro De Marchi | Tim Merlier      | Joe Dombrowski    | Attila Valter 3    | Bahrain-Victorious |
| 5           | Caleb Ewan         | Alessandro De Marchi | Giacomo Nizzolo  | Joe Dombrowski    | Attila Valter 3    | Bahrain-Victorious |
| 6           | Gino Mäder         | Attila Valter        | Giacomo Nizzolo  | Gino Mäder        | Attila Valter 3    | Bahrain-Victorious |
| 7           | Caleb Ewan         | Attila Valter        | Caleb Ewan       | Gino Mäder        | Attila Valter 3    | Bahrain-Victorious |
| 8           | Victor Lafay       | Attila Valter        | Tim Merlier      | Gino Mäder        | Attila Valter 3    | INEOS Grenadiers   |
| 9           | Egan Bernal        | Egan Bernal          | Tim Merlier      | Geoffrey Bouchard | Egan Bernal4,5     | INEOS Grenadiers   |
| 10          | Peter Sagan        | Egan Bernal          | Peter Sagan      | Geoffrey Bouchard | Egan Bernal4,5     | INEOS Grenadiers   |
| 11          | Mauro Schmid       | Egan Bernal          | Peter Sagan      | Geoffrey Bouchard | Egan Bernal4,5     | INEOS Grenadiers   |
| 12          | Andrea Vendrame    | Egan Bernal          | Peter Sagan      | Geoffrey Bouchard | Egan Bernal4,5     | INEOS Grenadiers   |
| 13          | Giacomo Nizzolo    | Egan Bernal          | Peter Sagan      | Geoffrey Bouchard | Egan Bernal4,5     | INEOS Grenadiers   |
| 14          | Lorenzo Fortunato  | Egan Bernal          | Peter Sagan      | Geoffrey Bouchard | Egan Bernal4,5     | INEOS Grenadiers   |
| 15          | Victor Campenaerts | Egan Bernal          | Peter Sagan      | Geoffrey Bouchard | Egan Bernal4,5     | INEOS Grenadiers   |
| 16          | Egan Bernal        | Egan Bernal          | Peter Sagan      | Geoffrey Bouchard | Egan Bernal4,5     | INEOS Grenadiers   |
| 17          | Daniel Martin      | Egan Bernal          | Peter Sagan      | Geoffrey Bouchard | Egan Bernal4,5     | INEOS Grenadiers   |
| 18          | Alberto Bettiol    | Egan Bernal          | Peter Sagan      | Geoffrey Bouchard | Egan Bernal4,5     | Team DSM           |
| 19          | Simon Yates        | Egan Bernal          | Peter Sagan      | Geoffrey Bouchard | Egan Bernal4,5     | INEOS Grenadiers   |
| 20          | Damiano Caruso     | Egan Bernal          | Peter Sagan      | Geoffrey Bouchard | Egan Bernal4,5     | INEOS Grenadiers   |
| 21          | Filippo Ganna      | Egan Bernal          | Peter Sagan      | Geoffrey Bouchard | Egan Bernal4,5     | INEOS Grenadiers   |
| Eindstanden | Eindstanden        | Egan Bernal          | Peter Sagan      | Geoffrey Bouchard | Egan Bernal        | INEOS Grenadiers   |

1 De paarse trui werd in de tweede etappe gedragen door Edoardo Affini die tweede stond achter Filippo Ganna.
2 De witte trui werd in de tweede etappe gedragen door Tobias Foss die derde stond achter Filippo Ganna en Edoardo Affini, in de derde etappe door Edoardo Affini die tweede stond achter Filippo Ganna en in de vierde etappe door Tobias Foss die tweede stond achter Filippo Ganna.
3 De witte trui werd in de zevende t/m de negende etappe gedragen door Remco Evenepoel die tweede stond achter Attila Valter.
4 De witte trui werd in de tiende en de elfde etappe gedragen door Remco Evenepoel die tweede stond achter Egan Bernal.
5 De witte trui werd in de twaalfde t/m de eenentwintigste etappe gedragen door Aleksandr Vlasov die tweede stond achter Egan Bernal.

## Eindklassementen

### Algemeen klassement
| Plaats    | Naam             | Ploeg                  | Tijd       |
| --------- | ---------------- | ---------------------- | ---------- |
| Roze trui | Egan Bernal      | INEOS Grenadiers       | 86u17'28"  |
| 2         | Damiano Caruso   | Bahrain-Victorious     | + 1'29"    |
| 3         | Simon Yates      | Team BikeExchange      | + 4'15"    |
| 4         | Aleksandr Vlasov | Astana-Premier Tech    | + 6'40"    |
| 5         | Daniel Martínez  | INEOS Grenadiers       | + 7'24"    |
| 6         | João Almeida     | Deceuninck–Quick-Step  | z.t.       |
| 7         | Romain Bardet    | Team DSM               | + 8'05"    |
| 8         | Hugh Carthy      | EF Education-Nippo     | + 8'56"    |
| 9         | Tobias Foss      | Team Jumbo-Visma       | + 11'44"   |
| 10        | Daniel Martin    | Israel Start-Up Nation | + 18'35"   |
|           |                  |                        |            |
| 12        | Koen Bouwman     | Team Jumbo-Visma       | + 30'56"   |
| 20        | Louis Vervaeke   | Alpecin-Fenix          | + 1u05'19" |

### Nevenklassementen
| Puntenklassement |                    |                                    |        |
| Plaats           | Naam               | Ploeg                              | Punten |
| Paarse trui      | Peter Sagan        | BORA-hansgrohe                     | 136    |
| 2                | Davide Cimolai     | Israel Start-Up Nation             | 118    |
| 3                | Fernando Gaviria   | UAE Team Emirates                  | 116    |
| 4                | Elia Viviani       | Cofidis                            | 86     |
| 5                | Egan Bernal        | INEOS Grenadiers                   | 80     |
|                  |                    |                                    |        |
| 6                | Dries De Bondt     | Alpecin-Fenix                      | 71     |
| 24               | Taco van der Hoorn | Intermarché-Wanty-Gobert Matériaux | 34     |

| Bergklassement |                   |                        |        |
| Plaats         | Naam              | Ploeg                  | Punten |
| Blauwe trui    | Geoffrey Bouchard | AG2R-Citroën           | 184    |
| 2              | Egan Bernal       | INEOS Grenadiers       | 140    |
| 3              | Damiano Caruso    | Bahrain-Victorious     | 99     |
| 4              | Daniel Martin     | Israel Start-Up Nation | 83     |
| 5              | Simon Yates       | Team BikeExchange      | 61     |
|                |                   |                        |        |
| 7              | Bauke Mollema     | Trek-Segafredo         | 53     |
| 12             | Dries De Bondt    | Alpecin-Fenix          | 39     |

| Jongerenklassement |                   |                       |            |
| Plaats             | Naam              | Ploeg                 | Tijd       |
| Witte trui         | Egan Bernal       | INEOS Grenadiers      | 86u17'28"  |
| 2                  | Aleksandr Vlasov  | Astana-Premier Tech   | + 6'40"    |
| 3                  | Daniel Martínez   | INEOS Grenadiers      | + 7'24"    |
| 4                  | João Almeida      | Deceuninck–Quick-Step | z.t.       |
| 5                  | Tobias Foss       | Team Jumbo-Visma      | + 11'44"   |
|                    |                   |                       |            |
| 15                 | Lars van den Berg | Groupama-FDJ          | + 3u13'49" |
| 25                 | Harm Vanhoucke    | Lotto Soudal          | + 3u49'07" |

| Ploegenklassement (tijd) |                       |            |
| Plaats                   | Ploeg                 | Tijd       |
| 1                        | INEOS Grenadiers      | 259u30'31" |
| 2                        | Team Jumbo-Visma      | + 26'52"   |
| 3                        | Team DSM              | + 29'09"   |
| 4                        | Astana-Premier Tech   | + 33'05"   |
| 5                        | Team BikeExchange     | + 1u15'12" |
|                          |                       |            |
| 8                        | Deceuninck–Quick-Step | + 1u37'51" |

1e etappe ·
2e etappe ·
3e etappe ·
4e etappe ·
5e etappe ·
6e etappe ·
7e etappe ·
8e etappe ·
9e etappe ·
10e etappe ·
11e etappe ·
12e etappe ·
13e etappe ·
14e etappe ·
15e etappe ·
16e etappe ·
17e etappe ·
18e etappe ·
19e etappe ·
20e etappe ·
21e etappe
Startlijst · Eindstanden · Afbeeldingen
 winnaars · 
roze trui · 
  puntenklassement · 
  bergklassement · 
 jongerenklassement · 
 intergiro · 
 ploegenklassement · 
 strijdlust · 
 zwarte trui
Giro d'Italia Next Gen · Giro Donne · Cima Coppi
 Belgische rozetruidragers · etappewinnaars
 Nederlandse rozetruidragers · etappewinnaars
Mannen:
1909 · 
1910 · 
1911 · 
1912 · 
1913 · 
1914 · 
1919 · 
1920 · 
1921 · 
1922 · 
1923 · 
1924 · 
1925 · 
1926 · 
1927 · 
1928 · 
1929 · 
1930 · 
1931 · 
1932 · 
1933 · 
1934 · 
1935 · 
1936 · 
1937 · 
1938 · 
1939 · 
1940 · 
1946 · 
1947 · 
1948 · 
1949 · 
1950 · 
1951 · 
1952 · 
1953 · 
1954 · 
1955 · 
1956 · 
1957 · 
1958 · 
1959 · 
1960 · 
1961 · 
1962 · 
1963 · 
1964 · 
1965 · 
1966 · 
1967 · 
1968 · 
1969 · 
1970 · 
1971 · 
1972 · 
1973 · 
1974 · 
1975 · 
1976 · 
1977 · 
1978 · 
1979 · 
1980 · 
1981 · 
1982 · 
1983 · 
1984 · 
1985 · 
1986 · 
1987 · 
1988 · 
1989 · 
1990 · 
1991 · 
1992 · 
1993 · 
1994 · 
1995 · 
1996 · 
1997 · 
1998 · 
1999 · 
2000 · 
2001 · 
2002 · 
2003 · 
2004 · 
2005 · 
2006 · 
2007 · 
2008 · 
2009 · 
2010 · 
2011 · 
2012 · 
2013 · 
2014 · 
2015 · 
2016 · 
2017 · 
2018 · 
2019 · 
2020 · 
2021 · 
2022 · 
2023 · 
2024 · 
2025
Vrouwen:
1988 · 
1989 · 
1990 · 
1991 ·
1992 ·
1993 · 
1994 · 
1995 · 
1996 · 
1997 · 
1998 · 
1999 · 
2000 · 
2001 · 
2002 · 
2003 · 
2004 · 
2005 · 
2006 · 
2007 · 
2008 · 
2009 · 
2010 · 
2011 · 
2012 ·
2013 · 
2014 ·
2015 ·
2016 ·
2017 ·
2018 ·
2019 ·
2020 ·
2021 ·
2022 ·
2023 ·
2024 ·
2025
Ronde van de Verenigde Arabische Emiraten ·
Omloop Het Nieuwsblad ·
Strade Bianche ·
Parijs-Nice · 
Tirreno-Adriatico · 
Milaan-San Remo ·
Ronde van Catalonië ·
Driedaagse Brugge-De Panne ·
E3 Saxo Bank Classic ·
Gent-Wevelgem ·
Dwars door Vlaanderen ·
Ronde van Vlaanderen ·
Ronde van het Baskenland ·
Amstel Gold Race ·
Waalse Pijl ·
Luik-Bastenaken-Luik ·
Ronde van Romandië ·
Ronde van Italië ·
Critérium du Dauphiné ·
Ronde van Zwitserland ·
Ronde van Frankrijk ·
Clásica San Sebastián ·
Ronde van Polen ·
Bretagne Classic ·
Benelux Tour ·
Ronde van Spanje ·
Eschborn-Frankfurt ·
Parijs-Roubaix ·
Ronde van Lombardije
Afgelaste wedstrijden: Tour Down Under · Great Ocean Road Race · EuroEyes Cyclassics · GP van Quebec · GP van Montreal · Ronde van Guangxi